# أنيكا شليو
أنيكا شليو (مواليد 3 أبريل 1990) هي لاعبة خماسي حديث ألمانية، شاركت في 3 ألعاب أولمبية.